# Rhyacophila tsurakiana
Rhyacophila tsurakiana är en nattsländeart som beskrevs av Malicky 1984. Rhyacophila tsurakiana ingår i släktet Rhyacophila och familjen rovnattsländor. Inga underarter finns listade i Catalogue of Life.